# Коншин Олександр Миколайович
Коншин Олександр Миколайович (10 жовтня 1880 — 9 вересня 1912) — російський підприємець з роду Коншиних. Піонер автоспорту, трагічно загинув під час автоперегонів.

## Біографія
Олександр Коншин походив з купецького роду Коншиних. Він був онуком російського підприємця Миколи Коншина та його першої дружини. Його батько, також Микола, навчався в Оксфорді та цікавився текстильною справою. Він повинен був успадкувати сімейну справу, однак у 29 років несподівано захворів та помер. Матір'ю була Варвара Петрівна Добриніна. Окрім Олександра, у подружжя було ще четверо дітей.
Продовжуючи сімейні традиції, Олександр займався підприємництвом. Він завідував провінціальними відділами фірми Коншиних. Олександр Миколайович перший у Москві відкрив представництва іноземних автомобільних виробників: «Опель» та «Мінерва». Був власником одного з кращих гаражів у Москві — «Люкс-гаража». Також Коншин планував створити перший у Москві таксопарк, для чого підготував договір на купівлю трьохсот автівок.
Для популяризації автомобілів, Коншин брав участь в перегонах, які організовував «Перший руський автомобільний клуб». Протягом 1911-12 років він встановив декілька рекордів на своєму автомобілі марки «Опель» з потужністю 40 кінських сил. Так, згідно з журналом «Русский спорт», 2 липня 1912 року Коншин подолав кілометр за 24 секунди, тобто зі швидкістю 150 верст в годину.

## Остання гонка
Олександр Коншин часто бував у Харкові по справах місцевого відділу фірми Коншиних та був добре відомим серед підприємців міста. Останнього разу він завітав до Харкова 4 вересня 1912 року, а вже 7 вересня він покинув місто, щоб взяти участь у чергових перегонах. Це була стокілометрова гонка, яка пролягала між селом Єленіно, яке знаходилося на 31-й версті Петербургского шосе, та передмістями міста Клин. Перегонники стартували у Єленіно, вони повинні були проїхати 46¾ версти до Клину, де вони розверталися та відпочивали одну годину, а потім поверталися у Єленіно. Було тринадцять заявок на участь, однак, одна машина не взяла участь у перегонах.
Гонка почалася о десятій годині 9 вересня 1912 року. Машини стартували з інтервалом у дві хвилини, першим поїхав Олександр Коншин на своєму «Опелі», його супроводжував водій С. Гавриков. Коншин першим з учасників прибув до Клину і першим його покинув, об 12:15. Він залишався одним з претендентів на головний приз, доки не сталася аварія за 8 верст до фінішу. Коншин їхав на великій швидкості по центру села Дурикіно, де дорога нагадувало літеру S, роблячи два крутих поворота. На одному з цих поворотів, машину занесло. Вона ледве не влетіла у канаву поблизу хати місцевого священника. Водію вдалося розвернути машину, яка спрямувала в інший бік шосе, де врізалася у дерев'яний місток через канаву поблизу маєтку Спічинського С. Б. Очевидці стверджували, що перед самим зіткненням Коншин підняв руки уверх. Внаслідок зіткнення стався вибух і запалало полум'я, сама машина впала набік. Селяни, які були свідками аварії, кинулися на допомогу. Також, наступний перегонник Меллер зупинив свій автомобіль, щоб допомогти потерпілим. Члени екіпажу були непритомні, Коншин був прив'язаний до водійського сидіння, а Гавриков встигнув відв'язатися і внаслідок зіткнення вилетів на запасні шини позаду кузова. Обличчя Коншина виглядало як суцільний синьо-багряний синець. Його непритомного відв'язали та принесли у маєток, де він невдовзі і помер.
Тим часом гонка продовжувалася і тільки приїхавший четвертим перегонник Вінклер Р. Р. розповів про автокатастрофу. Одразу, до місця події рушило багато присутніх, серед них всі члени комісії змагання й дружина Коншина — Софія Миколаївна. Тіло небіжчика відвезли до міста і невдовзі поховали у його маєтку під Москвою. Другого водія, Гаврикова, доставили до лікарні Постникова та Сумарокова, де йому діагностували перелом трьох ребер та тяжкі забої всього тіла. Він провів у лікарні дві доби, а потім, для його виздоровлення, його відправили у село.
Тогочасна преса звинувачувала організаторів перегонів у аварії. Однак, репортер журналу «Русский спорт», Олександр Волк, не поділяв ці звинувачення. Він тільки ставив у провину організаторів, що вони не нейтралізували небезпечну ділянку. Водночас журналіст звинувачував у аварії самолюбство Коншина та його небажання поступитися автомобілю іншої марки.

## Особисте життя
Був одружений із Софією Миколаївною Коншиною, до шлюбу Прозоровською. Згідно з мемуарами Ніни Серпінської, Софія «поневолила безвольного, заможного спортсмена-фабриканта». Під час Першої світової війни служила сестрою милосердя, була нагороджена Георгіївською медаллю.

### Коментар
1. ↑  Пізніше отримав назву «Перший московський автомобільний клуб»
2. ↑  У журналі «Русский спорт» просто зазначено, що це сталося поблизу села Чашниково[ru].